# Minta Durfee
Minta Durfee (ur. 1891 w Los Angeles, zm. 1975 w Woodland Hills) – amerykańska aktorka. Jej kariera aktorska trwała 58 lat, co czyni ją piątą najdłużej występującą aktorką kina niemego.

## Życiorys
Karierę rozpoczęła w wieku 17 lat od występów w chórkach i wodewilu. W  sierpniu 1908 r. wyszła za aktora Roscoe'a Arbuckle'a. Wspólnie z mężem dołączyła do  zespołu wytwórni Keystone Studios. W tamtym okresie występowała wspólnie z Arbucklem, ale też u boku Charliego Chaplina. W 1914 r. została pierwszoplanową aktorką w jego filmie. W 1918 r. rozstała się z Arbucklem (do formalnej separacji doszło w 1921, a do rozwodu – w 1925). Choć należała do popularnych aktorek komediowych tamtego okresu, po rozstaniu z Arbucklem zawiesiła karierę filmową. Po 1935 r. zaczęła ponownie pojawiać się w kinie, a także występować w telewizji.

## Filmografia
- Fatty's Day Off (1913)
- A Quiet Little Wedding (1913)
- Fatty at San Diego (1913)
- Wine (1913)
- Fatty Joins the Force (1913)
- Fatty's Flirtation (1913)
- Aby zarobić na życie (1914)
- A Misplaced Foot (1914)
- A Flirt's Mistake (1914)
- Rebecca's Wedding Day (1914)
- Charlie tańczy (1914)
- Charlie jako markiz (1914)
- Charlie zakochany (1914)
- Charlie i chronometr (1914)
- Where Hazel Met the Villain (1914)
- Charlie kelnerem (1914)
- A Suspended Ordeal (1914)
- The Water Dog (1914)
- The Alarm (1914)
- Charlie i Fatty na ringu (1914)
- Fatty and the Heiress (1914)
- Fatty's Finish (1914)
- The Sky Pirate (1914)
- Those Happy Days (1914)
- Fatty's Gift (1914)
- His New Profession (1914)
- Charlie i Fatty bawią się (1914)
- The Masquerader (1914)
- Lover's Luck (1914)
- Fatty's Debut (1914)
- Fatty Again (1914)
- Lovers' Post Office (1914)
- An Incompetent Hero (1914)
- Zabawny romans Charliego i Loloty (1914)
- Fatty's Wine Party (1914)
- Leading Lizzie Astray (1914)
- Fatty's Magic Pants (1914)
- Fatty and Minnie He-Haw (1914)
- Mabel, Fatty and the Law (1915)
- Fatty and Mabel at the San Diego Exposition (1915)
- Fatty's Reckless Fling (1915)
- Fatty's Chance Acquaintance (1915)
- Fatty's Faithful Fido (1915)
- When Love Took Wings (1915)
- Court House Crooks (1915)
- Fickle Fatty's Fall (1915)
- A Village Scandal (1915)
- Fatty i gwiazdy Broadwayu (1915)
- Charlie kokietuje (1914)
- Jasne światła (1916)
- His Wife's Mistakes (1916)
- The Other Man (1916)
- Mickey (1918)
- Kapryśna Marietta (1935)
- Diabeł i pani Jones (1941)
- Zielona dolina (1941)
- W 80 dni dookoła świata (1956)
- Hollywood or Bust (1956)
- Niezapomniany romans (1957)
- Ten szalony, szalony świat (1963)
- Niezatapialna Molly Brown (1964)
- Savage Intruder (1970)
- Co się stało z Helen? (1971)[4]